# 아르테미아

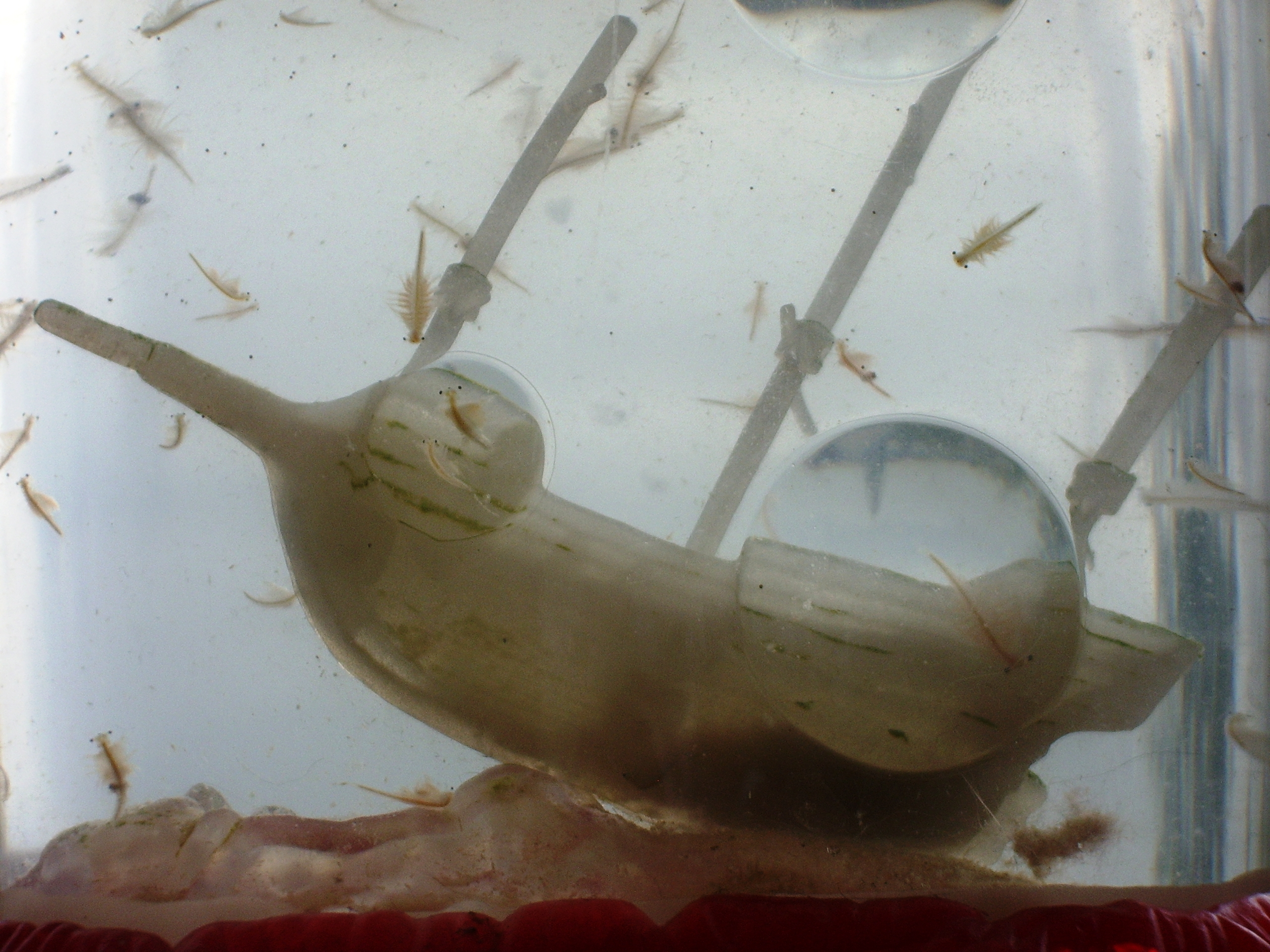
수족관 안에 있는 씨몽키

아르테미아(Artemia) 및 씨몽키는 아르테미아속에 속하는 7종의 동물을 일컫는 말이다.

브라인 슈림프(영어: Brine shrimp→소금물 새우)라는 이름으로도 알려져 있는데, 한국에서는 주로 어류를 위한 먹이로 유통되는 경우 해당 이름으로 부르는 경우가 많다.
아르테미아가 '소금물 새우'라는 이름으로 불리는 이유는 야생 환경의 아르테미아들이 다른 생물들이 살기 어려울 정도로 염도가 매우 높은 소금호수나 해안가 습지에 서식하기 때문이다. 바다에 서식하는데도 문제는 없으나 천적들의 기호성(嗜好性)이 무척 높아 해양 개체군을 오래 유지하지 못한다. 해양으로 유입된 개체들은 해마, 등꼬리치, 대치 등의 소형 갑각류를 주식으로 하는 실고기목(Syngnathiformes) 어류에게 좋은 먹잇감이 될 수 있다. 게다가 씨몽키는 새우가아닌 물벼룩이다. 씨는 바다. 몽키는 꼬리를 뜻한다.
야생에서 기수역으로 유입된 아르테미아는 해수어와 담수어 모두에게 좋은 먹잇감이 되는데 사육 상태에서도 어류들의 선호가 높은 데다가 최대 25년 동안 저장될 수 있는 포낭을 이용하여 언제든 필요한만큼 생먹이를 생산할 수 있다는 장점이 있어 사료로서 인기가 높다. 염수호에서의 실질적인 야생 천적으로는 플라밍고가 있다.
씨몽키(영어: Sea-Monkeys→바다 원숭이)라는 별명으로도 유명하며, 이는 1957년 미국의 해럴드 본 브론헛(Harold Von Braunhut)이 아르테미아속의 두 종을 교배해 만들어낸 품종을 판매하면서 마케팅을 위해 붙인 이름이다.

시중에 판매되는 '씨몽키 키트'에는 보통 아르테미아를 기를 수 있는 여러 도구가 동봉되어 있다. 밀가루로 가려있던 알과 동봉된 소금을 물에 넣으면 1~7일후 부화되며, 1~3주일안에 짝짓기를 하고 알을 낳는다. 사육된 아르테미아의 일반적 수명은 2~4개월로 알려져 있다. 전세계에서 어린이용 교육용 완구로 판매되고 있으며 한국에도 수입된다.